# Johnny B. Goode
"Johnny B. Goode" é uma canção de rock and roll escrita e cantada por Chuck Berry em 1958. Lançada como single em 1958, alcançou a segunda posição na parada Hot R&B Sides e a oitava posição na parada pré-Hot 100. A canção continua sendo um marco do rock.
O personagem Johnny B. Goode foi inspirado em um parceiro musical de Berry, Johnnie Johnson (que na verdade era pianista).
O riff de abertura de "Johnny B. Goode" é essencialmente uma cópia nota-a nota do solo de abertura composta por Louis Jordan na canção "Ain't That Just Like a Woman" (1946), interpretada pelo guitarrista Carl Hogan.
Foi considerada a 3° melhor canção de todos os tempos pelo site Squidoo, perdendo apenas por "Stairway to Heaven" do Led Zeppelin e "Imagine" de John Lennon. Também esteve presente na lista das 500 melhores canções de todos os tempos da revista Rolling Stone.

## Legado

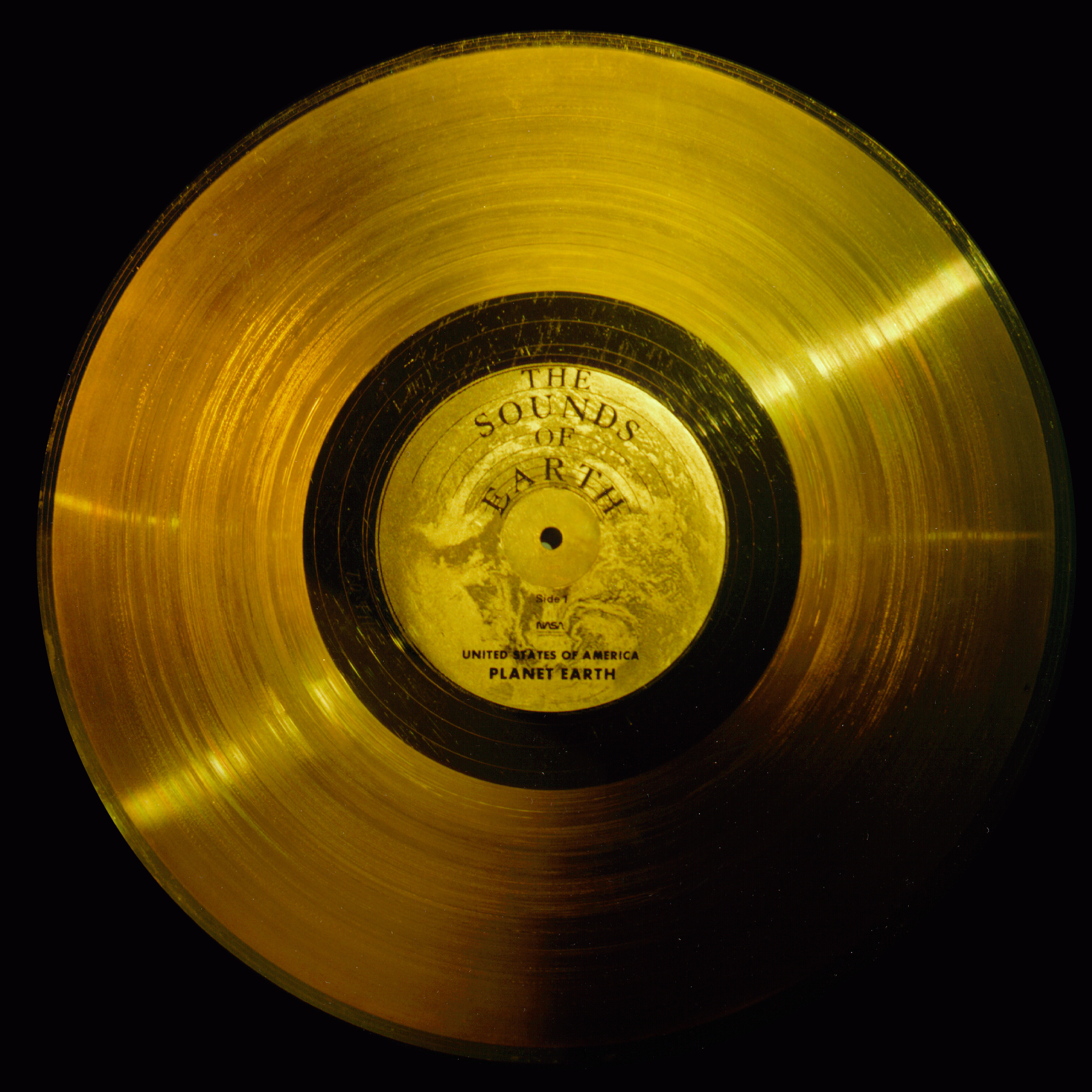
O Voyager Golden Record contém "Johnny B. Goode" entre várias peças musicais de muitas culturas.

No The Guardian, Joe Queenan argumentou que "nenhuma música na história do rock'n'roll celebra mais jubilosamente as raízes socioeconômicas de baixa renda do gênero" do que "Johnny B. Goode"." Na Billboard, Jason Lipshutz declarou que a música foi "a primeira história de origem de uma estrela do rock" e que apresentava "uma arrogância e exibicionismo que ainda não haviam invadido o rádio".
Quando Chuck Berry foi homenageado na primeira cerimônia de indução do Rock and Roll Hall of Fame em 23 de janeiro de 1986, ele cantou "Johnny B. Goode" e "Rock and Roll Music", apoiado por Bruce Springsteen e a E Street Band. O Hall da Fama incluiu ambas as músicas, bem como "Maybellene" em sua lista das 500 músicas que moldaram o rock and roll. A música foi introduzida no Grammy Hall of Fame em 1999, por sua influência como single de rock and roll.

## Versões cover

### Lista de artistas
"Johnny B. Goode" é uma das mais amplamente conhecidas canções de rock and roll da história. A lista de intérpretes inclui:
- AC/DC
- Aerosmith
- Al Kooper
- Alvin and the Chipmunks
- Andrés Calamaro
- Bad Religion
- B.B. King
- Beach Boys
- Bob Marley
- The Beatles
- Big Tom And The Mainliners
- Bill Haley & His Comets
- Bon Jovi
- Bon Scott (com Cheap Trick)
- Brian Wilson
- Buck Owens
- Buckle Street
- Buddy Holly
- Bugs Henderson
- Burning
- Carlos Santana
- The Carpenters
- Celine Dion
- Cidade Negra
- Dion
- Down Low
- Dr. Feelgood
- Earthlings?
- Eddie Meduza
- Elton John
- Elvis Presley
- Five Iron Frenzy
- Frank Marino
- Freddie & the Dreamers
- Grateful Dead
- George Thorogood
- Green Day
- Hanson
- Jerry Lee Lewis
- Jim & Jesse
- Jimi Hendrix
- John Denver
- John Farnham
- John Mayer Trio
- Johnny Dowd
- Johnny Rivers
- Johnny Winter
- Jonny Lang
- Judas Priest
- Julian Lennon
- Khalil Fong
- Led Zeppelin
- Living Colour
- LL Cool J ("Go Cut Creator Go")
- Los Suaves
- Lynyrd Skynyrd
- Marc Broussard
- Mark Campbell como Marty McFly
- Meat Loaf
- Men at Work
- MF Doom
- Motörhead
- NOFX
- NRBQ
- Off Kilter
- Operation Ivy
- Peter Tosh (1983)
- Phillip Magee
- Phish
- Prince
- Ratdog
- The Rolling Stones
- Rory Gallagher
- Roy Buchanan
- Sex Pistols
- The Shadows
- The Silver Wilburys
- Slade
- Slaughter & The Dogs
- The Stimulators
- Stray Cats
- The Tornadoes
- The Ukulele Orchestra of Great Britain
- Twisted Sister
- Uncle Tupelo
- Wes Paul
- Will Hoge
- The Who